# Kyōichi Tsushima
Kyōichi Tsushima (jap. 津島 恭一, Tsushima Kyōichi; * 4. Februar 1954 in Kanagi (heute: Goshogawara), Präfektur Aomori) ist ein japanischer Politiker. Er war zuletzt als Mitglied der Demokratischen Partei (Ozawa-Gruppe) bis 2012 Abgeordneter im Shūgiin, dem Unterhaus des japanischen Parlaments, für den Verhältniswahlblock Tōhoku.
Tsushima studierte an der wirtschaftswissenschaftlichen Fakultät der Musashi-Universität und wurde später Sekretär des Shūgiinabgeordneten Kichirō Tazawa, dem Schwiegersohn seines Großonkels Bunji. Bei der Shūgiin-Wahl 1996 kandidierte er selbst im neuen Einzelwahlkreis Aomori 4 für die Liberaldemokratische Partei (LDP), unterlag aber Tarō Kimura (NFP). Bei der nächsten Wahl 2000 trat er auf Platz 6 der LDP-Verhältniswahlliste in Tōhoku an (die Wahlkreiskandidaten wurden auf Platz 7 gesetzt), die LDP gewann aber mit 31 % der Stimmen nur fünf Mandate. Erst als im April 2003 Hidefumi Minorikawa verstarb, zog Tsushima als Nachrücker ins Shūgiin ein. In der LDP schloss er sich der Hashimoto-Faktion (der späteren Tsushima-Faktion von Yūji Tsushima, dem Schwiegersohn Dazai Osamus, eines weiteren Großonkels) an. Bei den regulären Wahlen im Oktober desselben Jahres wurde er, nun auf Platz 5 der LDP-Liste in Tōhoku wiedergewählt.
In der 162. & 163. Sitzungsperiode des Parlaments, dem sogenannten „Post-Parlament“ (yūsei kokkai), als sich erhebliche Teile der LDP gegen die vom Premierminister-Parteivorsitzenden Jun’ichirō Koizumi forcierten Postprivatisierung stellten, gehörte Tsushima zu den „Rebellen“ und stimmte gegen das Privatisierungsgesetz. Vor den von Koizumi initiierten Neuwahlen trat er aus der LDP aus und kam damit einem Parteiausschluss zuvor. Gemeinsam mit anderen „Rebellen“ begründete er die Neue Volkspartei (NVP). Für diese verlor er aber den Wahlkreis Aomori 4 abgeschlagen auf Platz 3 an Tarō Kimura (nun LDP) und führte zwar die NVP-Verhältniswahlliste in Tōhoku an, die Partei verfehlte aber mit 4,7 % der Stimmen ein Mandat. Eine Kandidatur für das Sangiin bei der Wahl 2007 über die Verhältniswahl blieb mit rund 74 Tausend Präferenzstimmen und damit Platz 3 der NVP-Liste erfolglos.
2008 verließ Tsushima die NVP und schloss sich kurz darauf der Demokratischen Partei an. Für diese verlor er zwar bei der Shūgiin-Wahl 2009 den 4. Wahlkreis Aomori erneut an Tarō Kimura, gewann aber als zweitbester Wahlkreisverlierer der Demokraten in Tōhoku ein sicheres Mandat über den Verhältniswahlblock. Bei der Shūgiin-Wahl 2012 unterlag er deutlicher und verfehlte auch die Wiederwahl im Block klar.
Im November 2013 verließ er die Demokratische Partei.